# Makunudhoo (Kaafu-atol)
Makunudhoo is een van de onbewoonde eilanden van het Kaafu-atol behorende tot de Maldiven.